# Guarlford
Guarlford est une paroisse civile et un village du Worcestershire, en Angleterre.